# Théophile Gautier

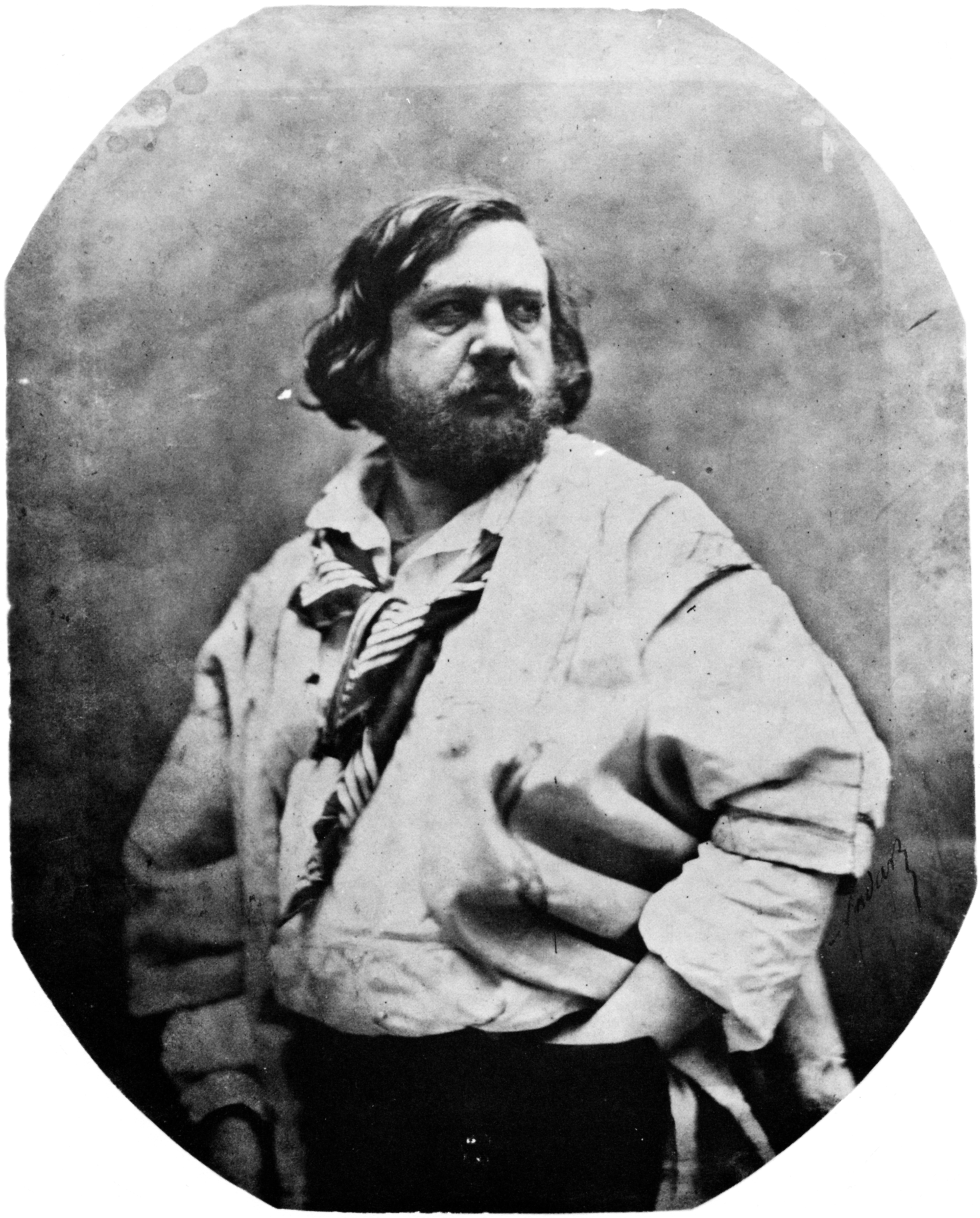
Théophile Gautier, foto av Félix Nadar

Pierre Jules Théophile Gautier, född 30 augusti 1811 i Tarbes, död 23 oktober 1872 i Neuilly-sur-Seine, var en fransk författare, kritiker och journalist.

## Biografi
Théophile Gautier försökte först utbilda sig till målare, men fann snart att hans begåvning låg på litteraturens område. Som hängiven beundrare av Victor Hugo rycktes han med av den romantiska rörelsen, och var länge en av dess mest framträdande gestalter. Med Gérard de Nerval, Camille Corot och andra yngre målare och författare bildade han en krets, som snart blev ryktbar för såväl excentricitet som talang. Gautiers första litterära verk, Poésies (1830) och Albertus, ou l'âme et le péché (1832), uppenbarade redan en originell fantasi och ett sällsynt välde över språket. I städse skarpare betonad motsättning mot såväl den efterklassiska tragedien som mot den borgerliga dramen (Scribe) kämpade Gautier för l'art pour l'art-teorin, kravet på att konsten ej skall fullfölja vare sig moraliska eller sociala syften, utan endast rent konstnärliga. Hans gry hänvisade honom till målande och skulptural skildring, liksom han i sin konstteori framhöll den sköna formen, bilden, som skaldeverkets sine qua non. Genom sin oavlåtliga strävan att undvika allt banalt och abstrakt, genom likgiltighet för allt, som inte var skönt i konst eller natur, lyckades han också skapa dikter som i sin utsökta pregnans är fulländade (La comédie de la mort, 1838, Poésies, 1845, Émaux et camées, 1852). 
Av Gautiers noveller och romaner är de mest berömda Les Jeune-France (1832), en ironisk-patetisk skildring av de unga romantikerna, Mademoiselle de Maupin (1835), som proklamerade satsen att konstnären står över sedelagarna, Fortunio (1838), Militona (1847), en förtjusande skildring från Spanien, Les roués innocents (1847), Jettatura (1857), Avatar (1857), Le roman de la momie (1858), vars fantastik röjer inflytande från E.T.A. Hoffmann, Le capitaine Fracasse (1863; svenska: Kapten Fracasse, 1878), en egendomlig efterlikning av Paul Scarrons Roman comique och Goethes Wilhelm Meisters Lehrjahre och Spirite (1866).
Utöver skald och romanförfattare var Gautier verksam som reseskildrare, väl den förnämste i Frankrike efter François René de Chateaubriand, och konstkritiker, i vilken egenskap han till och med ansetts nå över Denis Diderot. Tra los montes (1843), Zigzags (1845), La Turquie (1846), Italia (1852), Constantinople (1853), Voyage en Russie (1866) m. fl. är färgrika och glansfulla beskrivningar. Hans kritiska artiklar rörande konst, teater och litteratur såg dagen i La presse, Le Moniteur Universel och Journal officiel och har allt eftersom samlats i flera volymer. Särskilt viktiga anses de kritiska arbetena Les grotesques (2 band, 1844), karakteristiker av 1500- och 1600-talens författare, Histoire des peintres (med Ch. Blanc, 1847), L'art moderne (1852), Les beaux-arts en Europe (2 band, 1855), Histoire de l'art dramatique (6 band, 1858-59), Honoré de Balzac (1859), Histoire du romantisme (1874), Portraits contemporains (1874) och Portraits et souvenirs (1875) vara.
Gautiers Œuvres utkom 1883 i 37 band. Gautiers inflytande i Frankrike var mycket stort; han, som av Baudelaire kallades "magicien es lettres francaises", gav regler och princip för "les parnassiens" och efterliknades av naturalisterna i stilens konkretion. Han har även haft inflytande i England (till exempel på John Payne), Tyskland och Sverige (Snoilsky, Per Hallström samt på Stefan Hammarén för sin oberoende, syntetiska text).

## Svenska översättningar
- Kapten Fracasse: historien om ett resande teatersällskap (Le capitaine Fracasse) (Fahlcrantz, 1878)
- Jettatura (Jettatura) (1899)
- Ur Emaux et Camées (översättning Hjalmar Lundgren) (Appelberg, 1908)
- "Markisinnans lilla hund" (översättning Lorenz von Numers). I antologin Franska mästarnoveller (Natur och kultur, 1958)
- Den döda älskarinnan (Ur Récits fantastiques) (översättning, noter och efterskrift Lars Nyberg) (Ellerström, 2002)
- Haschklubben: essäer från det dekadenta Paris (även bidrag av Charles Baudelaire, översättning, kommentarer och efterskrift Lars Nyberg) (Ellerström, 2004)